# Muestreo espacial

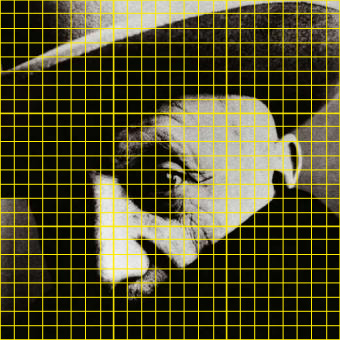
Imagen dividida en muestras.

El muestreo espacial es una parte del proceso de la digitalización de una imagen. Consiste en escoger muestras representativas de un modelo (por ejemplo una fotografía para un posterior procesado).
La operación básica en los sistemas de adquisición de imágenes y de video es la especificación de la intensidad (o color) de la imagen en unos puntos determinados en el espacio llamados píxeles.
Una vez hecha la división obtenemos (como se puede observar en la imagen de ejemplo) una imagen dividida en numerosos píxeles del mismo tamaño. Si nos fijamos en uno de los píxeles vemos que predomina un único color o tono. Este color o tono será el que posteriormente se cuantificará y codificará.
Al muestrear, dependiendo de la dimensión del píxel escogido, obtendremos un muestreo con más o menos resolución espacial.
Un mal muestreo puede hacer que todo el estudio que se haga posteriormente sea erróneo. Se ha de garantizar que el muestreo sea seguro y fiable.

## Definiciones

### Resolución espacial
Habilidad de un sensor de luz (por ejemplo el ojo) de distinguir dos impulsos luminosos vecinos en el espacio. Se refiere a la ventana de detalles visibles en una imagen. Cuanto menor sea la dimensión del píxel, mayor será la resolución espacial.

### Definición espacial
Capacidad de un sistema de comunicación visual de mostrar una frecuencia espacial máxima.

### Frecuencia espacial
Número de ciclos por unidad de longitud en una dirección espacial. Se entiende un ciclo como el paso de un nivel de brillo máximo (blanco) a uno de nivel mínimo (negro).
- Datos: Q6025891